# Basil Poledouris
Basilis "Basil" Konstantine Poledouris, em grego Βασίλης Πολυδούρης, (Kansas City, Missouri, 21 de Agosto de 1945 — Los Angeles, 8 de Novembro de 2006) foi um compositor greco-americano que se concentrou em bandas sonoras de filmes e de programas de televisão.
Ele trabalhou na colaboração de cineastas, tais como: Paul Verhoeven, Simon Wincer, John Milius e Randal Kleiser.
Basil morreu em 2006 aos 61 anos em Los Angeles, sucumbindo ao câncer.

## Biografia
Nos seus vinte anos de carreira no cinema, Basil Poledouris provou ser um mestre da melodia e de forte poder emocional, produzindo vasta variedade de músicas que variaram de filmes de aventura aos dramáticos. Ele forjou criatividade com cineastas como Paul Verhoeven, John Milius, Randal Kleiser, Simon Wincer e John Waters.
Trabalhou em muitos filmes de difícil composição como Conan, Flesh & Blood, Robocop e Caçada ao Outubro Vermelho e, mesmo assim, encontrando com primorosa habilidade o centro emocional do filme.
Poledouris conseguiu seus primeiros elogios com suas exuberantes partituras musicais dos filmes Big Wednesday (1978) e a Lagoa Azul (1980). Em 1982 ele glorificou-se com Conan: o Bárbaro; alcançando o mais alto panteão dos compositores modernos com o tema Anvil of Crom, música que mistura poderosas marteladas com cornetas francesas, uma combinação de sangue e trovão com inesperada beleza lírica e sensibilidade. Seu primeiro Emmy foi com a obra-prima para Larry Macmurtry com a música tema Lonesome Dove, um clássico do gênero, uma música tão ondulada e suave que se tornou inesquecível e memorável, influenciando qualquer tema de filme já escrita no ocidente com mesma temática sonora. Já no filme Caçada ao Outubro Vermelho, Poledouris colaborou com o diretor John McTiernan trazendo ao filme uma sensação épica que exclui o filme de ser mais um simples thriller de guerra fria, sublinhando ainda um charme sonoro ao hino nacional russo.
Em 1996 foi um dos seletos compositores contemporâneos a ser contratado para escrever músicas para os Jogos Olímpicos, e criou um acompanhamento emocionante para a sequência cerimonial de danças na “abertura dos jogos olímpicos” intitulada “The Tradition of the Games”.
Poledouris começou a estudar piano aos sete anos de idade e parecia que iria se tornar um pianista de concerto. Ao entrar para a faculdade ele percebeu realmente não estar preparado para a músicas como as do Beatles do século 20. E seu treino e estudos na faculdade lhe deixava desinteressado principalmente por ser ensinado, na época, composições de série e de 12 tons. Isso fez com ele vagasse pelo departamento de cinema, influenciando ele a acreditar que seria a música da sua geração, pois no cinema não havia regras, era a música da nova arte, na mesma época era um momento de extraordinária convulsão social. Poledouris estudou na mesma época em que cineastas como George Lucas, John Milius e Randal Kleiser também estavam se graduando. Milius foi quem deu ao compositor o seu primeiro trabalho cinematográfico, em 1978, e nessa época ele já se mostrou muito à vontade com músicas de orquestras sinfônicas.
O diretor Paul Verhoeven, buscando um grande compositor para sua aventura medieval de 1985 financiada pelos americanos foi imediatamente atraído para a voz dramática de Poledouris em Conan, que era um filme quase mudo, como Verhoeven queria um filme mais descritivo para pontuar seu tipo de mundo estranho que criou.
Sua próxima colaboração foi em 1987 com Robocop, considerado um dos mais engenhosos filmes de ficção científica já feitos e um dos melhores do gênero, apesar de sua violência, que causou extrema controvérsia na época.
O próximo emblema de Basil Poledouris foi em Tropas Estelares, uma poderosa obra de complexidade e impacto incomum. O efeito especial inovador do filme resultou em um período de pós-produção prolongado que proporcionou ao compositor uma oportunidade sem precedentes para desenvolver seus temas ao longo de um período que se estendeu de fevereiro a outubro de 1997. Considerando-se que a maioria dos filmes lhes são fornecidas de três a cinco semanas para escrever e gravar as suas composições, a música de Tropas Estelares é um caso verdadeiramente excepcional que ressalta o cuidado e zelo.
Nada se destaca a versatilidade de Basil Poledouris dentro do cinema, mostrando-se adaptar a qualquer estilo e gênero de filme. Contrastado por peças épicas (Tropas Estelares) às dramáticas (Lonesome Dove), de músicas cômicas (Free Willy) ao suspense (Breakdown)… sendo que, em cada caso, o sucesso do filme esteve essencialmente ligado à trilha-sonora.
A excepcional composição The Kitchen, de Conan o Bárbaro, com 6:30 minutos, mistura ópera, corais, instrumentais, ritmos rápidos e lentos, uma grande complexidade musical, mas tudo isso de forma simples, que se enquadrou perfeitamente na cena. Uma obra-prima música-cinema.

## Filmografia

### Cinema
- Extreme Close-Up (1973)
- Tintorera (1977)
- Big Wednesday (1978)
- The House of God (1980)
- A Lagoa Azul (1980)
- Summer Lovers (1982)
- Conan o Barbaro (1982)
- Red Dawn (1984)
- Protocol (1984)
- Conan o Destruidor (1984)
- Making the Grade (1984)
- Flesh & Blood (1985)
- Iron Eagle (1986)
- Cherry 2000 (1987)
- No Man's Land (1987)
- RoboCop (1987)
- Split Decisions (1988)
- Spellbinder (1988)
- Farewell to the King (1989)
- Wired (1989)
- Quigley Down Under (1990)
- Caçada ao Outubro Vermelho (1990)
- Flight of the Intruder (1991)
- White Fang (1991)
- Return to the Blue Lagoon (1991)
- Harley Davidson and the Marlboro Man (1991)
- Wind (1992)
- RoboCop 3 (1993)
- Hot Shots! Part Deux (1993)
- Free Willy (1993)
- On Deadly Ground (1994)
- Serial Mom (1994)
- Lassie (1994)
- The Jungle Book (1994)
- Free Willy 2: The Adventure Home (1995)
- Under Siege 2: Dark Territory (1995)
- It's My Party (1996)
- Celtic Pride (1996)
- Amanda (1996)
- The War at Home (1996)
- Switchback (1997)
- Breakdown (1997)
- Starship Troopers (filme) (1997)
- Les Miserables (1998)
- Kimberly (1999)
- For Love of the Game (1999)
- Mickey Blue Eyes (1999)
- Cecil B. DeMented (2000)
- Crocodile Dundee in Los Angeles (2001)
- The Touch (2002)
- The Legend of Butch and Sundance (2003)

### Mini-séries
- Lonesome Dove* (8 hour mini-series) (1989)
- Zoya (4 hour mini-series) (theme) (1995)
- Amerika (14 hour mini-series) (1987)

### Televisão
- Love and Treason (2001)
- If These Walls Could Talk II (2000)
- Life & Times of Ned Blessing (pilot) (1991)
- Nasty Boys "Lone Justice" (1990)
- Nasty Boys (pilot) (1989)
- L.A. Takedown (pilot) (1989)
- Intrigue (pilot) (1988)
- Island Sons (pilot) (1987)
- Prison for Children (1987)
- The Twilight Zone "A Message from Charity" (1986)
- The Twilight Zone "Monsters" (1986)
- The Twilight Zone "Profile in Silver" (1986)
- Misfits of Science (pilot) (1986)
- Alfred Hitchock Presents (pilot) (1985)
- Single Women, Single Bars (1984)
- Amazons (1984)
- Fire on the Mountain (1981)
- A Whale for the Killing (1981)
- Dolphin (1979)
- 90028 (1979)
- Three For The Road (1974)
- Congratulations, It's a Boy (1971)

### Outros Trabalhos
- 1996 Atlanta Olympic Games (Opening Ceremony)
- Conan Sword & Sorcery Spectacular (Universal Studios' live stage show)
- American Journeys (Disneyland)
- Flyers (IMAX)
- Behold Hawaii (IMAX)

### Curiosidades
De acordo com FilmScoreMonthly.com, antes de se tornar conhecido como um compositor, ele trabalhou como ator em programas de televisão, incluindo a série Star Trek, na qual interpretou, por exemplo, o agente de segurança Bardoli, no episódio "Obsession", dentre outros.